# 더 드라마 (영화)
"더 드라마"(영어: The Drama)는 개봉 예정인 미국의 로맨스 영화이다. 크리스토페르 보르글리가 감독과 각본을 맡았다.